# Carlo Teodorani
Carlo Teodorani (Savignano sul Rubicone, 12 aprile 1977) è un ex calciatore italiano, di ruolo difensore.

## Caratteristiche tecniche
Impostato a inizio carriera come attaccante, viene riconvertito da Corrado Benedetti al ruolo di difensore, durante la militanza nelle giovanili del Cesena; poteva giocare come terzino sinistro o difensore centrale.

## Carriera
Cresce calcisticamente nella Savignanese, trasferendosi nel 1988 al Cesena, formazione con la quale, a livello giovanile, vince un titolo nazionale a livello juniores nel campionato Berretti. Fa il suo debutto nel calcio professionistico nella stagione 1997-1998, in Serie C1, collezionando 11 presenze in campionato. L'annata termina con la promozione in Serie B della squadra romagnola. Teodorani in Serie B scende in campo 17 volte, segnando 2 reti, le sue prime in assoluto. Nelle due stagioni a Cesena accusa i primi problemi alle ginocchia.
Acquistato in comproprietà dal Milan per 2,2 miliardi di lire, sta in rossonero pochi mesi: a settembre 1999 fa le valigie destinazione Ternana. In Umbria gioca 23 gare con una rete in Serie B. La stagione 2000-2001 veste ancora la maglia della Ternana con 6 presenze, fermato per più di tre mesi da un infortunio muscolare.
Nel gennaio 2001 passa all'Hellas Verona. Con la formazione gialloblù fa il suo debutto in Serie A, l'11 febbraio 2001 in Hellas Verona-Bari (3-2). Tra gennaio e giugno colleziona, in tutto, 10 presenze e gioca entrambi gli spareggi che portano la squadra alla salvezza. Nella stagione 2001-2002 ottiene la retrocessione, col giocatore che scende in campo per 15 volte.
Nella stagione 2002-2003 disputa 26 in Serie B; 13, invece, la presenze in quella 2003-2004. A gennaio, a Napoli, s'infortuna a una caviglia e rimane lontano dai campi per parecchio tempo, andando diverse volte sotto i ferri. Finisce il campionato senza mai tornare in squadra e non riesce a presenziare a nemmeno una gara nella prima parte del campionato cadetto 2004-2005. A gennaio 2005 va a giocare in prestito in Serie C1 nella Reggiana fino a giugno. Con la squadra granata disputa 13 incontri di campionato e giunge alla semifinale play-off presenziando a entrambe le gare.
Nell'estate 2005 torna all'Hellas Verona, giocando 20 partite in Serie B fino a giugno 2006. La stagione successiva (2006-2007) è la sua ultima tra i professionisti e gioca 30 presenze sempre con la maglia dell'Hellas Verona. Nel 2010, con la maglia del Cattolica, disputa un campionato da giocatore e allenatore in seconda e nella stagione 2013/2014 esordisce nell'A.S.D.ASCA di Savignano, società di cui è fondatore e Presidente.

## Dopo il ritiro
Nell'ottobre 2012 diventa Presidente dell'A.S.D. ASCA, società di calcio di Savignano sul Rubicone.